# 2-Imidazolin
A 2-imidazolin nitrogéntartalmú heterociklusos szerves vegyület, a biogén aminok közé tartozó neurotranszmitter. Háromféle receptora van:
- I1: a szimpatikus idegrendszerből jövő tiltásokat közvetíti a vérnyomás csökkentése érdekében.
- I2: a monoamin-oxidáz enzim kötőhelye
- I3: a hasnyálmirigy β-sejtjeinek inzulinkiválasztását szabályozza.

A vérnyomáscsökkentő gyógyszerek egyik típusa (C02AC) az imidazolin I1-receptorának agonistája. Ezek közé tartozik a moxonidin.

## Fordítás
- Ez a szócikk részben vagy egészben  a(z)   2-Imidazoline című angol Wikipédia-szócikk fordításán alapul.  Az eredeti cikk szerkesztőit annak laptörténete sorolja fel. Ez a jelzés csupán a megfogalmazás eredetét és a szerzői jogokat jelzi, nem szolgál a cikkben szereplő információk forrásmegjelöléseként.
- Ez a szócikk részben vagy egészben  az   Imidazoline receptor című angol Wikipédia-szócikk fordításán alapul.  Az eredeti cikk szerkesztőit annak laptörténete sorolja fel. Ez a jelzés csupán a megfogalmazás eredetét és a szerzői jogokat jelzi, nem szolgál a cikkben szereplő információk forrásmegjelöléseként.